# Villeneuve-sur-Allier
Villeneuve-sur-Allier é uma comuna francesa na região administrativa de Auvérnia-Ródano-Alpes, no departamento Allier. Estende-se por uma área de 26,24 km². Em 2010 a comuna tinha 1 089 habitantes (densidade: 41,5 hab./km²).